# Andrew Dabeka
Andrew Dabeka (ur. 25 października 1978 w Ottawie) – kanadyjski badmintonista.
Brał udział w igrzyskach w Pekinie w grze pojedynczej mężczyzn – odpadł w 1/32 finału.